# Рейнерс-лейн (станція метро)

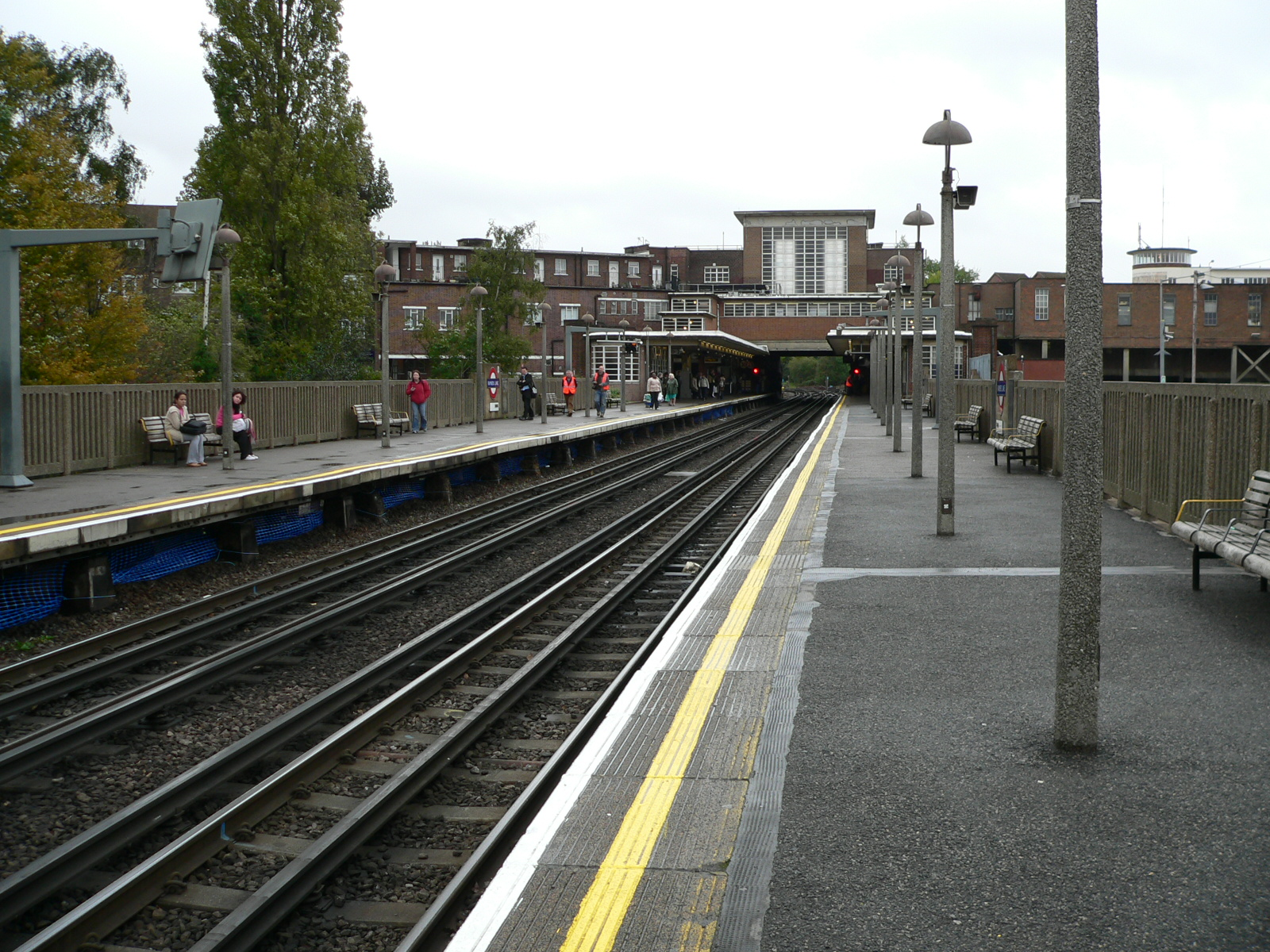
Платформи станції Рейнерс-лейн

51°34′30″ пн. ш. 0°22′16″ зх. д. / 51.575111° пн. ш. 0.371028° зх. д.
Рейнерс-лейн (англ. Rayners Lane) — станція Лондонського метро. Розташована у 5-й тарифній зоні, у районі Рейнерс-лейн, північно-західний Лондон, між станціями для лінії Метрополітен — Істкот та Вест-Герроу, для лінії Пікаділлі — Істкот та Саут-Герроу. Пасажирообіг на 2017 рік — 4.32 млн осіб..
Конструкція станція — наземна відкрита, з двома береговими платформами.

## Історія
- 26. травня 1906 — відкриття станції у складі лінії Метрополітен[4]
- 1. березня 1910 — відкриття трафіку по станції лінії Дистрикт
- 23. жовтня 1933 — припинення трафіку лінії Дистрикт, відкриття трафіку лінії Пікаділлі.[5]
- 10. серпня 1964 — закриття товарної станції[6]

## Пересадки
Пересадки на автобуси London Buses маршрутів: 398, H9, H10, H12.

## Послуги
| Попередня станція | Лінія | Лінія                               | Лінія | Наступна станція |
| ----------------- | ----- | ----------------------------------- | ----- | ---------------- |
| Істкот            |       | Лондонське метро Лінія Метрополітен |       | Вест-Герроу      |
| Істкот            |       | Лондонське метро Лінія Пікаділлі    |       | Саут-Герроу      |
| Кінцева           |       | Лондонське метро Лінія Пікаділлі    |       | Саут-Герроу      |